# Thomas Frederick Crane
Thomas Frederick Crane (New York, 12 luglio 1844 – DeLand, 10 dicembre 1927) è stato un linguista statunitense.

## Biografia
Ha studiato legge presso l'Università di Princeton, laureandosi nel 1867. Dopo la laurea, ha studiato legge presso la Columbia Law School, ma tuttavia si è trasferito a Itaca per problemi familiari. Ha lavorato come avvocato e come bibliotecario per la Cornell University. In seguito, ha continuato i suoi studi in lingue e sempre in quel periodo gli è stato offerto una posizione da presidente universitario dal diplomatico statunitense Andrew Dickson White, insegnante di letteratura francese, italiana, spagnola e medievale. Era tra i fondatori del Journal of American Folklore. Ha anche servito come primo Dean presso la focolta di arti a Cornell e più tardi come preside dell'Università.
Oggi è ricordato nella canzone di combattimento, Give My Regards to Davy, in cui il testo inizia come: Give my regards to Davy / Remember me to Tee Fee Crane. Tee Fee Crane era un soprannome dato a Crane dagli studenti.
È particolarmente noto per la sua collezione intitolata Italian Popular Tales. Molte delle sue storie sono state pubblicate nella rivista popolare per bambini St. Nicholas Magazine.